# Etmopterus
Etmopterus és un gènere de tauró esqualiforme de la família dels dalàtids.

## Taxonomia
- Etmopterus baxteri (Garrick, 1957)[1]
- Etmopterus bigelowi (Shirai & Tachikawa, 1993)[2]
- Etmopterus brachyurus (Smith i Radcliffe, 1912)[3]
- Etmopterus bullisi (Bigelow & Schroeder, 1957)[4]
- Etmopterus burgessi (Silva & Ebert, 2006)[5][6]
- Etmopterus carteri (Springer i Burgess, 1985)[7]
- Etmopterus caudistigmus (Last, Burgess & Séret, 2002)[8]
- Etmopterus compagnoi (Fricke & Koch, 1990)[9]
- Etmopterus decacuspidatus (Chan, 1966)[10]
- Etmopterus dianthus (Last, Burgess & Séret, 2002)[11]
- Etmopterus dislineatus (Last, Burgess & Séret, 2002)[11]
- Etmopterus evansi (Last, Burgess & Séret, 2002)[11]
- Etmopterus fusus Last, Burgess & Séret, 2002[11]
- Etmopterus gracilispinis (Krefft, 1968)[12]
- Etmopterus granulosus (Günther, 1880)[13]
- Etmopterus hillianus (Poey, 1861)[14]
- Etmopterus litvinovi (Parin & Kotlyar, 1990)[15]
- Etmopterus lucifer (Jordan i Snyder, 1902[16]
- Etmopterus molleri (Whitley, 1939)[17]
- Agullat nan (Etmopterus perryi) (Springer i Burgess, 1985)[18]
- Etmopterus polli (Bigelow, Schroeder & Springer, 1953)[19]
- Etmopterus princeps (Collett, 1904)[20]
- Etmopterus pseudosqualiolus (Last, Burgess & Séret, 2002)[11]
- Negret llis (Etmopterus pusillus) (Lowe, 1839)[21]
- Etmopterus pycnolepis (Kotlyar, 1990)[15]
- Etmopterus robinsi (Schofield & Burgess, 1997)[22]
- Etmopterus schmidti (Dolganov, 1986)[23]
- Etmopterus schultzi (Bigelow, Schroeder & Springer, 1953)[19]
- Etmopterus sentosus  (Bass, D'Aubrey & Kistnasamy, 1976)[24]
- Agullat negre o negret (Etmopterus spinax) (Linnaeus, 1758)[25]
- Etmopterus splendidus (Yano, 1988)[26]
- Etmopterus tasmaniensis (Myagkov & Pavlov, 1986)[27]
- Etmopterus unicolor (Engelhardt, 1912)[28]
- Etmopterus villosus (Gilbert, 1905)[29]
- Etmopterus virens (Henry Bryant Bigelow, Schroeder & Springer, 1953[19]

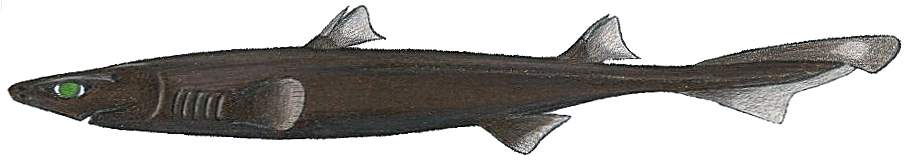
Etmopterus bigelowi
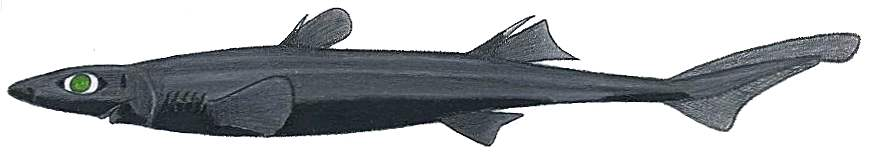
Etmopterus bullisi
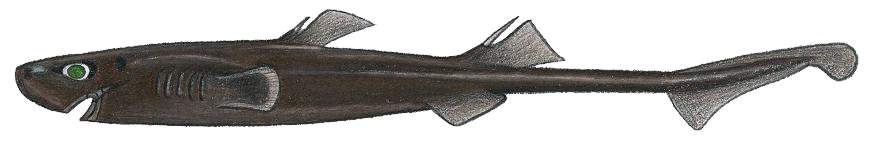
Etmopterus carteri
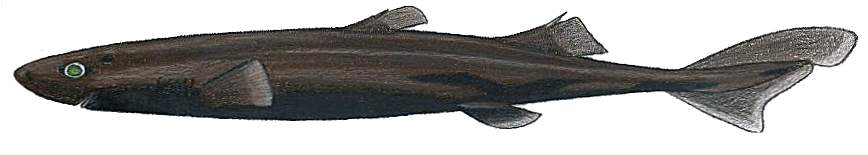
Etmopterus gracilispinis
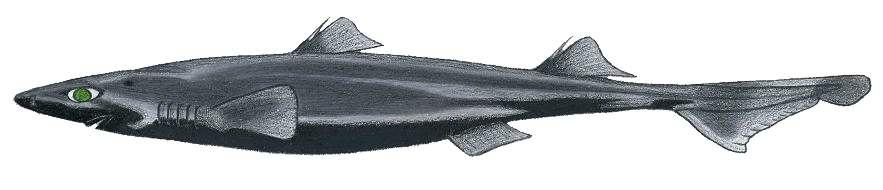
Etmopterus hillianus
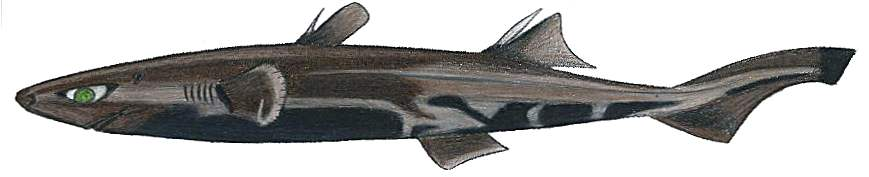
Etmopterus perryi
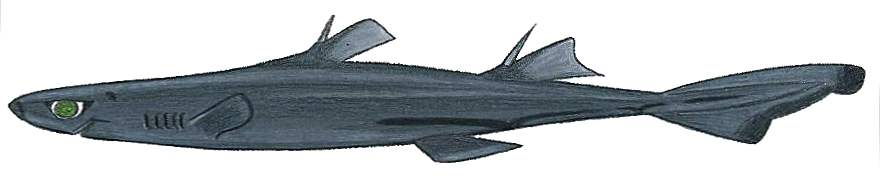
Etmopterus polli
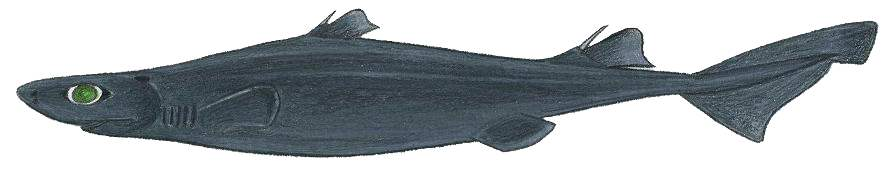
Etmopterus princeps
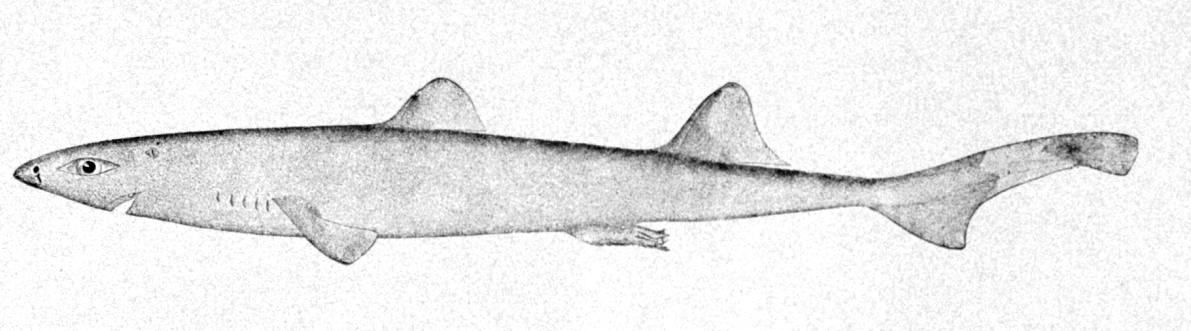
Etmopterus pusillus
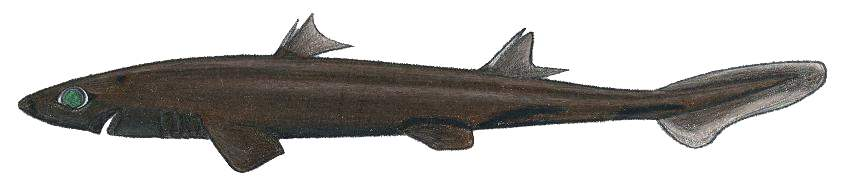
Etmopterus robinsi
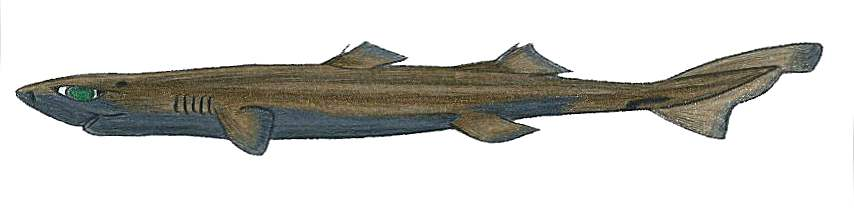
Etmopterus schultzi
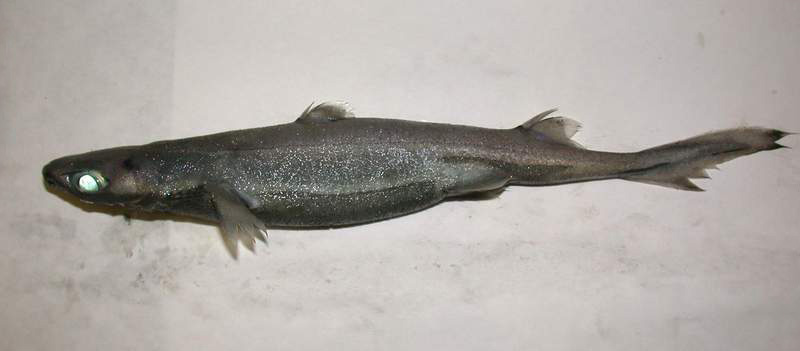
Etmopterus spinax
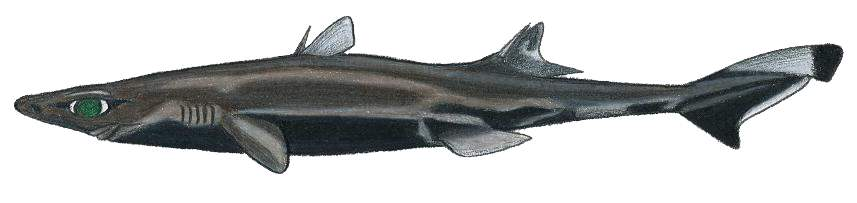
Etmopterus virens